# 薩克森東部邊疆區
薩克森東部邊疆區（德語：Sächsische Ostmark）是神聖羅馬帝國從10世紀到12世紀設立的邊疆區。“東部邊疆區”一詞源於拉丁語，最初可以指在東法蘭克公國東部邊境（也即薩克森的東部邊境）創建的邊疆區，或巴伐利亞公國東部邊界創建的邊疆區：Marchia Orientalis（996年記錄為Ostarrîchi，後來演化為了奧地利（Österreich））。
薩克森東部邊疆區最初是指廣闊的哲羅邊疆區，大約在939年在國王奧託一世的統治下建立在波拉比安斯拉夫人的定居區，在易北河和薩勒河的撒克森東部邊界之外，被征服的領土由諾德圖靈高的奧斯特法倫使節哲羅（Gero）統治，他被授予加洛林王朝的侯爵稱號。他的任務是收集貢品並克服邊境地區的騷亂和起義，後來被奧託的薩克森人副手赫爾曼·比隆部分取代。963年，晚年的格羅對勞西茨的斯拉夫部落髮動了另一次軍事行動，直至與梅什科一世統治的波蘭土地接壤。